# Sasa tsuboiana
Sasa tsuboiana es una especie de bambúes originaria de Japón.  

## Distribución
Es originario del Japón, donde se le llama Ibuki-Zasa.

## Descripción
Sasa tsuboiana es un bambú pequeño que no sobrepasa los 2 m (metros) de altura. Los tallos son cañas finas, de 5-8 mm (milímetros) de diámetro. Las hojas miden entre 15 y 18 cm (centímetros) de largo y de 3 a 6 cm de ancho.
Resiste temperaturas de hasta −22 °C (grados Celsius).

## Taxonomía
Sasa tsuboiana fue descrita por Tomitarō Makino y publicado en Botanical Magazine 26: 23. 1912.
Etimología
Sasa: nombre genérico que proviene del nombre japonés para un pequeño bambú.
tsuboiana: epíteto.
Sinonimia
- Neosasamorpha stenophylla (Koidz.) Sad.Suzuki
- Neosasamorpha stenophylla subsp. tobagenzoana (Koidz.) Sad.Suzuki
- Neosasamorpha tobagenzoana (Koidz.) Tatew.
- Pleioblastus tsuboi (Makino) Muroi
- Sasa amagiensis Makino
- Sasa encaustiomarginata Koidz.
- Sasa hatchoensis Nakai
- Sasa maxima Nakai
- Sasa mukogunensis Koidz.
- Sasa omokoensis Makino ex Koidz.
- Sasa phyllophorrhachis Koidz.
- Sasa stenophylla Koidz.
- Sasa tobagenzoana Koidz.
- Sasa yokotai Nakai
- Sasa yosiokai Nakai
- Sasaella maxima Nakai
- Sasaella tsuboiana (Makino) Muroi[3]